# Eparchia hiszpańsko-portugalska
Eparchia hiszpańsko-portugalska – eparchia Rosyjskiego Kościoła Prawosławnego na terytorium Hiszpanii, Portugalii i Andory.
Erygowana decyzją Świętego Synodu Rosyjskiego Kościoła Prawosławnego z 28 grudnia 2018 r. Stanowi część Egzarchatu Zachodnioeuropejskiego.
Ordynariuszem eparchii jest biskup madrycko-lizboński Nestor (Sirotienko), zaś katedrą – sobór św. Marii Magdaleny w Madrycie.

## Parafie na terytorium Hiszpanii[4]
- Parafia św. Marii Magdaleny w Madrycie
- Parafia Zwiastowania w Barcelonie
- Parafia Narodzenia Pańskiego w Palma de Mallorca
- Parafia Świętych Męczenników Cyryka i Julity w Lloret de Mar[5]
- Parafia św. Michała Archanioła w Altei
- Parafia św. Symeona Nowego Teologa i św. Innocentego Moskiewskiego w Alicante
- Parafia Świętego Spotkania w Tenerife
- Parafia Wniebowstąpienia Pańskiego w Benalmádenie
- Parafia Wniebowstąpienia Pańskiego w Marbelli

## Parafie na terytorium Portugalii
- Parafia Wszystkich Świętych w Lizbonie
- Parafia Nowomęczenników Rosyjskich w Porto
- Parafia św. Kseni w Faro
- Parafia św. Andrzeja w Setubal[6]

## Placówka w Andorze
- Prawosławny punkt duszpasterski Kazańskiej Ikony Matki Bożej w Sant Julià de Lòria